# Mohamed Reda Betrouni
Mohamed Reda Betrouni (en arabe : محمد رضا بطرونى) est un footballeur algérien né le 19 août 1991 à Staoueli dans la wilaya d'Alger. Il évolue au poste d'attaquant.

## Biographie
Il évolue en première division algérienne avec les clubs de l'USM Alger, du MO Béjaïa et du NA Hussein Dey.

## Palmarès
| USM Alger - Coupe d'Algérie (1) : - Vainqueur : 2012-13. - Coupe de l'UAFA (1) : - Vainqueur : 2012-13. |  | MO Béjaïa - Coupe d'Algérie (1) : - Vainqueur : 2014-15. |